# Зґуже (Мазовецьке воєводство)
Зґуже (пол. Zgórze) — село в Польщі, у гміні Мясткув-Косьцельни Ґарволінського повіту Мазовецького воєводства.
Населення — 528 осіб (2011).
У 1975-1998 роках село належало до Седлецького воєводства.

## Демографія
Демографічна структура станом на 31 березня 2011 року:
|          | Загалом | Допрацездатний вік | Працездатний вік | Постпрацездатний вік |
| -------- | ------- | ------------------ | ---------------- | -------------------- |
| Чоловіки | 274     | 59                 | 188              | 27                   |
| Жінки    | 254     | 52                 | 149              | 53                   |
| Разом    | 528     | 111                | 337              | 80                   |